# Gromada Andryjanki
Gromada Andryjanki war eine Verwaltungseinheit in der Volksrepublik Polen zwischen 1954 und 1959. Verwaltet wurde die Gromada vom Gromadzka Rada Narodowa, dessen Sitz sich in Achrymowce befand und der aus 14 Mitgliedern bestand.
Die Gromada Andryjanki gehörte zum Powiat Bielski in der Woiwodschaft Białystok und bestand aus den Gromadas Andryjanki, Wygonowo und Siekluki der aufgelösten Gmina Boćki sowie den Gromadas Piotrowo Krzywokoły und Piotrowo Trojany der aufgelösten Gmina Dziadkowice aus dem Powiat Siemiatycki.
Die Gromada bestand bis 31. Dezember 1972.